# Warmate (БпЛА)
Warmate (від англ. war mate — бойовий товариш) — дрон-камікадзе розробки польської компанії WB Electronics, вперше представлений у 2014 році. Має кілька варіантів бойових частин, включно з розвідувальною.
Безпілотник має застосовуватися разом з БпЛА FlyEye, що надає розвідувальні дані.

## Історія
Комплекс Warmate — розробка польської компанії WB Electronics.
Експонувався у вересні 2015 року на виставці MSPO-2015. У квітні 2016 року віце-президент компанії повідомив, що комплекс вже замовили дві країни, що зараз є втягнутими у військові конфлікти.
Станом на червень 2016 року чернігівське підприємство «Чезара» придбало в Польщі екземпляр БпЛА Warmate і ліцензію на його серійне виробництво, і проводило випробування.
БПЛА Warmate був продемонстрований 11-14 жовтня 2016 року у Києві на виставці «Зброя та безпека—2016».
В листопаді 2016 року міністр оборони Польщі Антоній Мацеревич заявив про наміри Збройних сил і Територіальної оборони Польщі якнайшвидше взяти на озброєння тисячі ударних безпілотників місцевого виробництва, в тому числі і Warmate.

## Технічні характеристики

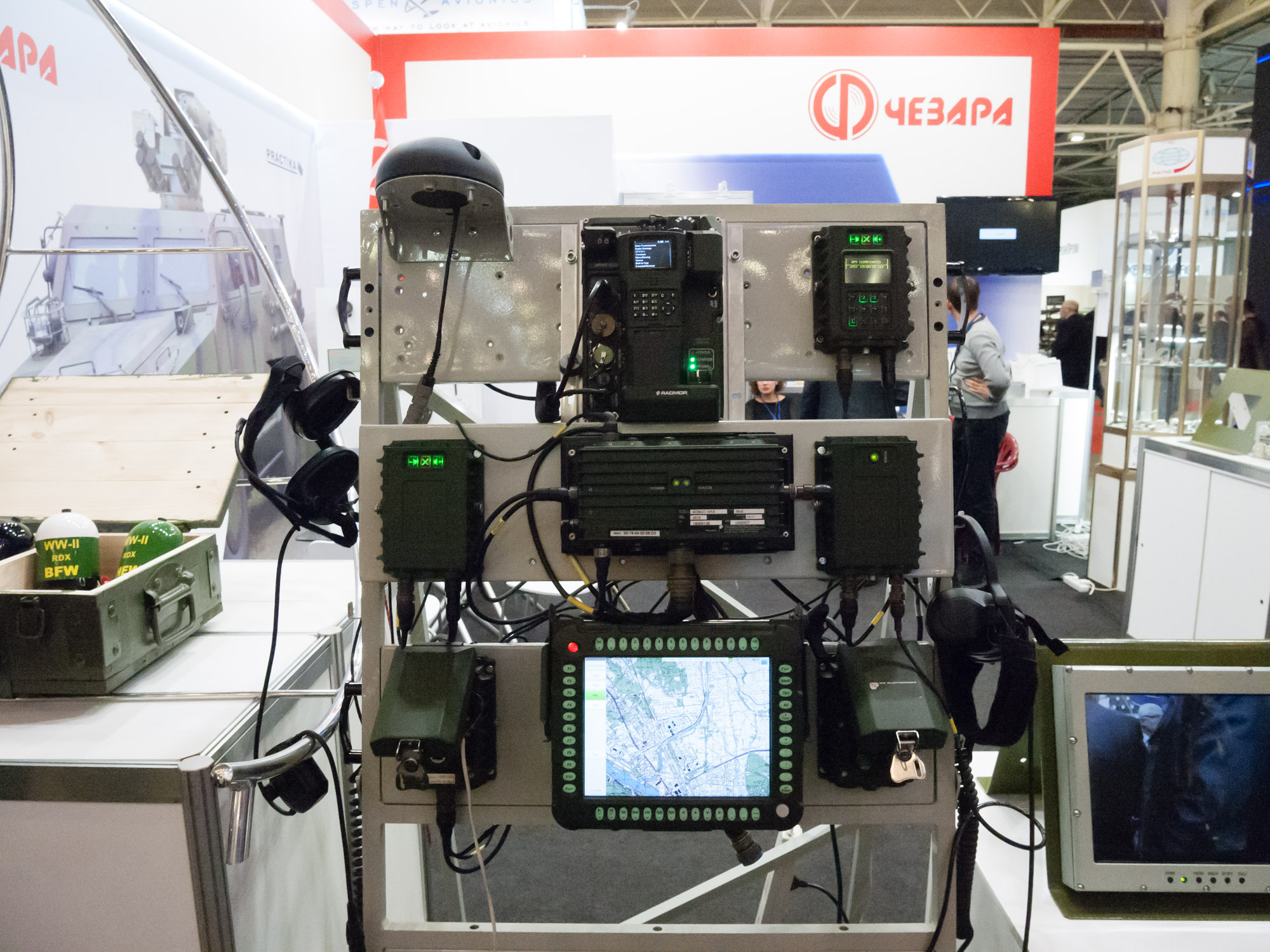
Пульт керування безпілотним комплексом

Старт апарату відбувається через пневматичний запуск з контейнерної пускової установки. Апарат має електродвигун і складане крило, що забезпечують радіус дії комплексу у 10 км, тривалість баражування у пів-години, дозволяє розвинути максимальну швидкість у 150 км/год і піднятися на максимальну висоту у 500 м при нормальній висоті польоту 30-200 м. Максимальна злітна маса комплексу — 4 кг, при цьому апарат може бути споряджений різноманітними за типом ураження бойовими головками з масою вибухової речовини до 800 г. Літальний апарат має автоматичний режим керування польотом і систему повернення при неспрацюванні.
Під час атаки БпЛА заходить на ціль у піке, досягаючи при цьому своєї максимальної швидкості — 150 км/год. Оператор контролює атаку за допомогою відповідної оптики і може скасувати місію вже в ході ударного маневру, наказавши Warmate повертатися на базу.

### Номенклатура бойових головок
Ударні боєголовки:

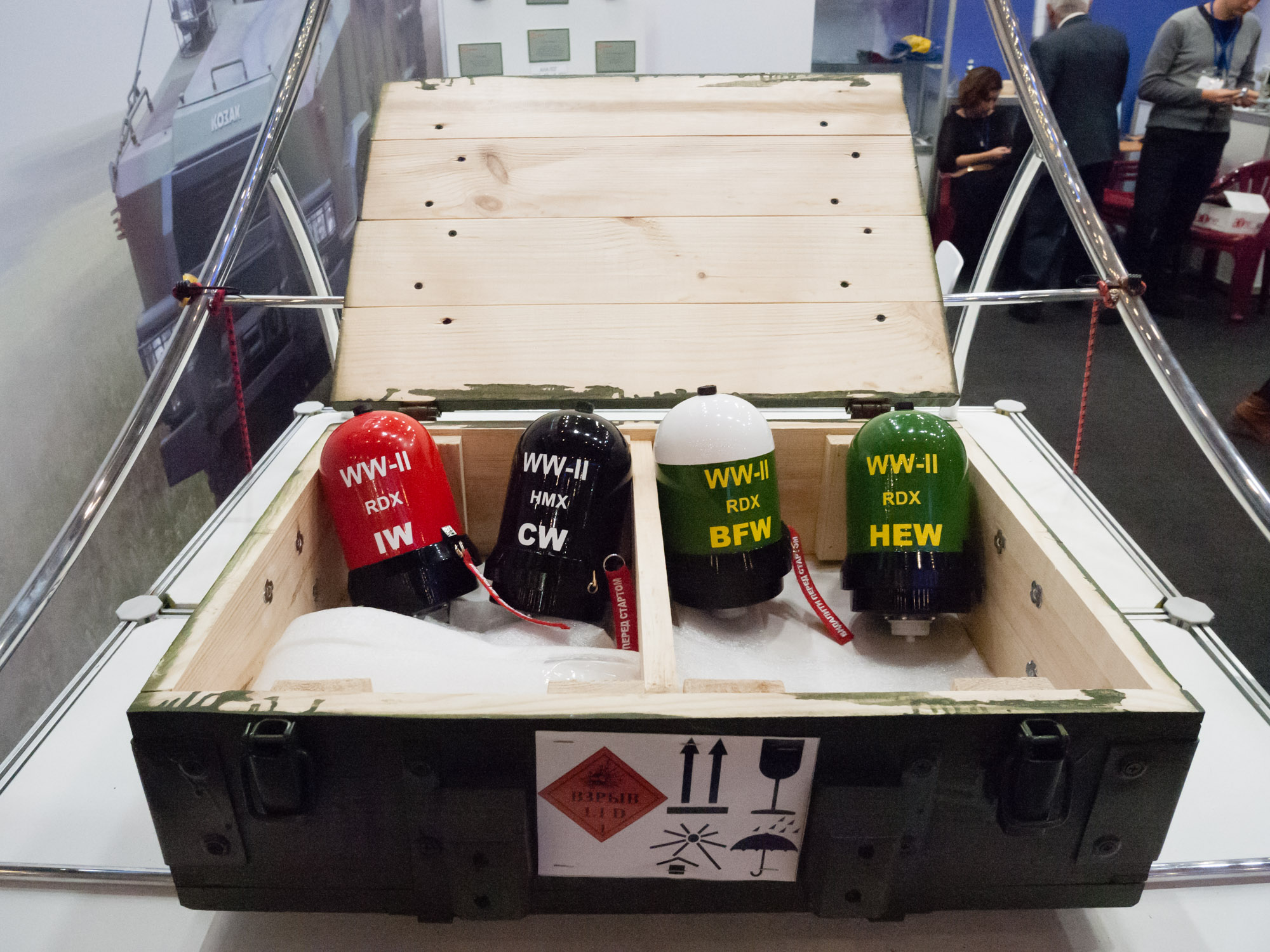
Варіанти боєголовок для комплексу

- GO-1 та GO-2: осколково-фугасні, призначені для враження живої сили противника на відкритій місцевості. Перша з цих боєголовок важить 1 кг, з них 300 грам вибухівки. Розліт осколків — 10 м. Даних щодо другого боєприпасу немає, можна припустити, що там більше вибухівки;
- GK-1: кумулятивна, для боротьби з бронетехнікою та легкими укріпленнями. Здатна пропалювати броню товщиною до 120 мм (за даними Defence.pl — до 220 мм). Цих показників достатньо для знищення бронетранспортерів і самохідних гармат. Може застосовуватися і проти танків, які найменш захищені від атаки згори.
- GTB-1: термобарична, забезпечує об'ємний вибух, розпилюючи і підриваючи в повітрі запалювальну суміш.

Головки з небойовим призначенням:
- GS-9: стабілізована в двох площинах оптико-електронна станція візуальної розвідки.[1]

## Бойове застосування

### Російсько-українська війна
БПЛА Warmate перебували на озброєнні українських військових під час відбиття російського вторгнення 2022 року.
22 липня 2022 року із застосуванням дронів-камікадзе Warmate Збройні сили України знищили техніку та завдали удару по наметовому містечку ворога в Енергодарі, біля Запорізької АЕС. За результатами роботи спостерігали з іншого безпілотника. На поширеному ГУР МО України відео зафіксовано два удари. Перший — по БМ-21 «Град», в результаті якого була пошкоджена артилерійська частина («пакет»). Другий — по наметовому містечку, поряд з яким російські окупаційні сили розташували мобільну паливну станцію. Також ГУР повідомляє про успішний удар по авто з зенітними установками, а також про знищення трьох військових армії РФ та 12 поранених.
В січні 2024 році опаратори підтвердили, що російський комплекс «Тор» був уражений біля села Валуйки в Белгороській області дроном Warmate.

## Оператори
- Польща
- Україна
- Індія: В червні 2022 року збройні сили Індії отримали понад 100 екземплярів баражуючих боєприпасів Warmate польського виробника WB Group. Замовлення виконується через дочірню компанію WB Electronics India, яка була заснованою в жовтні 2020 року та базується в Нью-Делі.[13]
- Грузія - вироблено в Україні спільним підприємством «Delta-WB LTD».[14][15]
- Лівія - придбаний Об'єднаними Арабськими Еміратами для Лівійської національної армії у 2020 році [16]